# Dickasonia vernicosa
Dickasonia es un género que tiene asignada una única especie: Dickasonia vernicosa L.O.Williams (1941)  de orquídeas epifitas. 

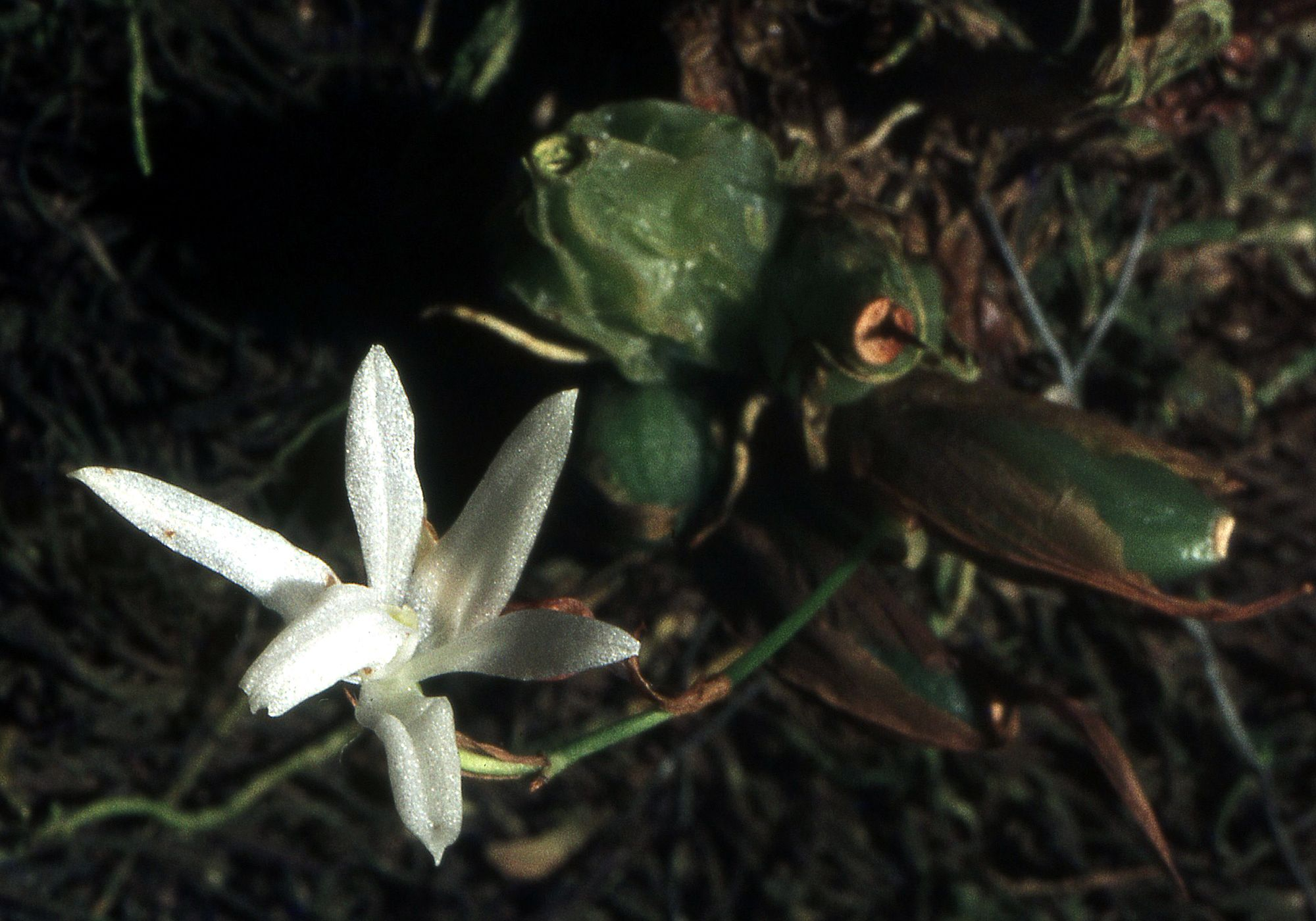
Vista de la planta

## Descripción
Es un género monotípico establecido en 1941 por L.O. Williams que está estrechamente relacionado con el género Panisea pero que se distingue por el labelo adherido a la corta columna. Es epífita y perenne con pseudobulbo que tiene hojas lanceoladas-elípticas, pecioladas y flores recogidas que se alzan en una inflorescencia lateral en racimo con muy pocas flores. Las flores tienen sépalo similares y se encuentran libres, los pétalos son más pequeños que los sépalos. El labelo es entero y se encuentra adherido a la corta columna que es gibosa y callosa. Tiene cuatro polinias.

## Hábitat
Se encuentra en el nordeste de India, Bután y Birmania.

## Taxonomía
Dickasonia vernicosa fue descrita por Louis Otho Williams y publicado en Botanical Museum Leaflets 9: 38. 1941.
Etimología
Este género ha sido nombrado en honor del descubridor del género F.G. Dickason.
vernicosa: epíteto latíno 
Sinonimia
- Kalimpongia narajitii Pradhan, Orchid Digest 41: 172 (1977).[4]